# Hip Harp
Hip Harp — студійний альбом американської джазової арфістки Дороті Ешбі, випущений у 1958 році лейблом Prestige.

## Список композицій
1. «Pawky» (Дороті Ешбі) — 7:07
2. «Moonlight in Vermont» (Річард Роджерс) — 5:17
3. «Back Talk» (Дороті Ешбі) — 5:07
4. «Dancing in the Dark» (Говард Дітц, Артур Шварц) — 4:45
5. «Charmaine» (Лью Поллак, Ерньо Рапі) — 4:04
6. «Jollity» (Дороті Ешбі) — 3:38
7. «There's a Small Hotel» (Річард Роджерс) — 5:53

## Учасники запису
- Дороті Ешбі — арфа
- Френк Весс — флейта
- Герман Райт — контрабас
- Артур Тейлор — ударні

Технічний персонал
- Боб Вейнсток — продюсер
- Руді Ван Гелдер — інженер